# Žydrūnas Savickas

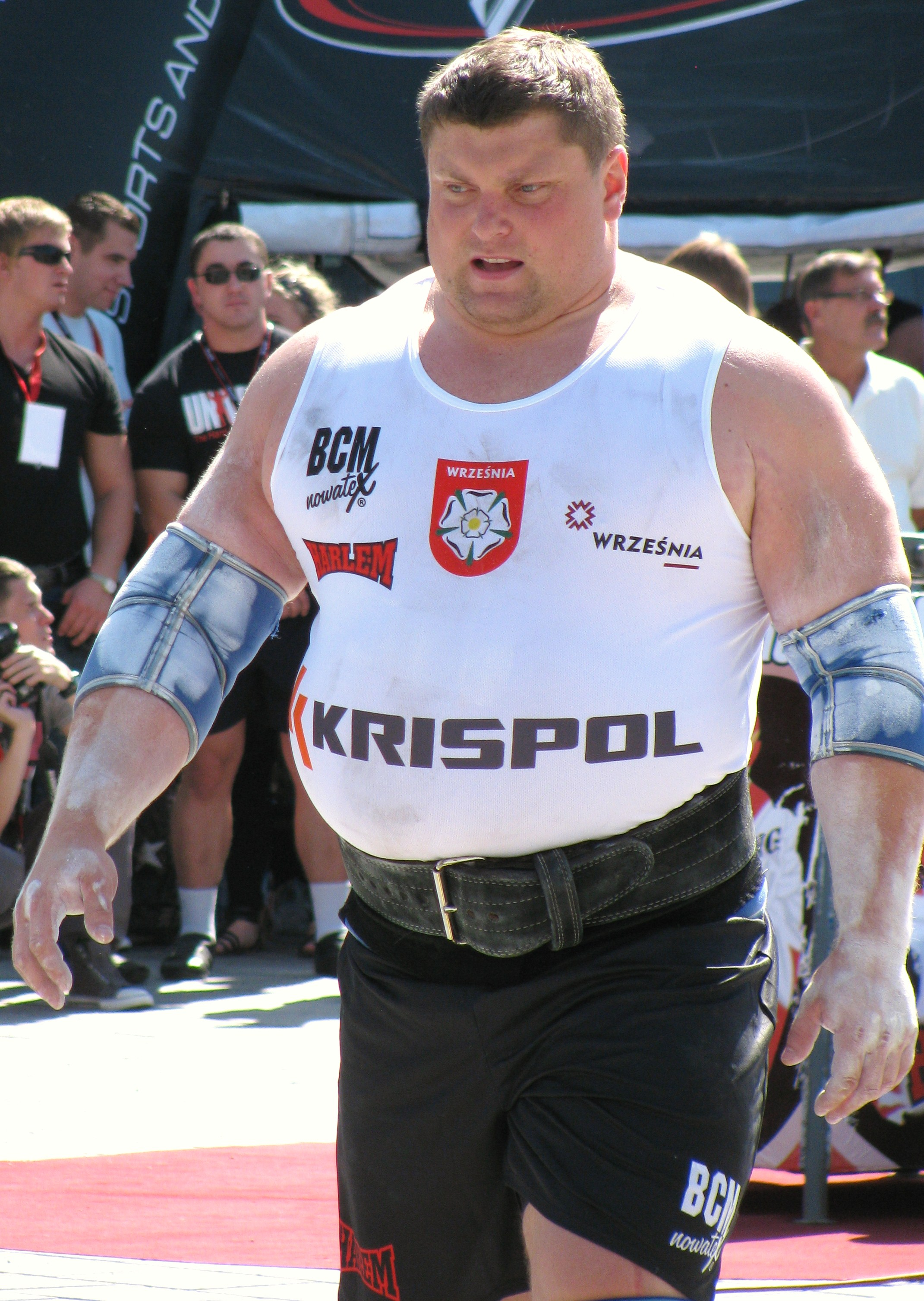
Žydrūnas Savickas

Žydrūnas Savickas (* 15. července 1975, Biržai) je litevský závodník v silovém trojboji a podobných disciplínách. Měří 191 cm a váží 180 kg, má přezdívku Big Z.
V roce 2000 skončil na druhém místě v nejtěžší váhové kategorii na mistrovství světa v silovém trojboji. Je čtyřnásobným vítězem soutěže World's Strongest Man (2009, 2010, 2012 a 2014), osminásobným vítězem Arnold Strongman Classic (2003, 2004, 2005, 2006, 2007, 2008 a 2014, 2016), dvojnásobným mistrem světa organizace International Federation of Strength Athletes (2005, 2006) a pětinásobným mistrem světa ve zdvihu klády (2008, 2009, 2011, 2012 a 2014). Jeho osobní rekordy jsou 433 kg v dřepu, 285,5 kg v bench pressu a 409,5 kg v mrtvém tahu. Je také držitelem světového rekordu ve zdvihu klády (228 kg) a v tažení automobilů (dvanáct vozů Nissan Notes o celkové váze 12 941 kg). V roce 2011 byl zvolen do městské rady ve Vilniusu.

## Fotogalerie

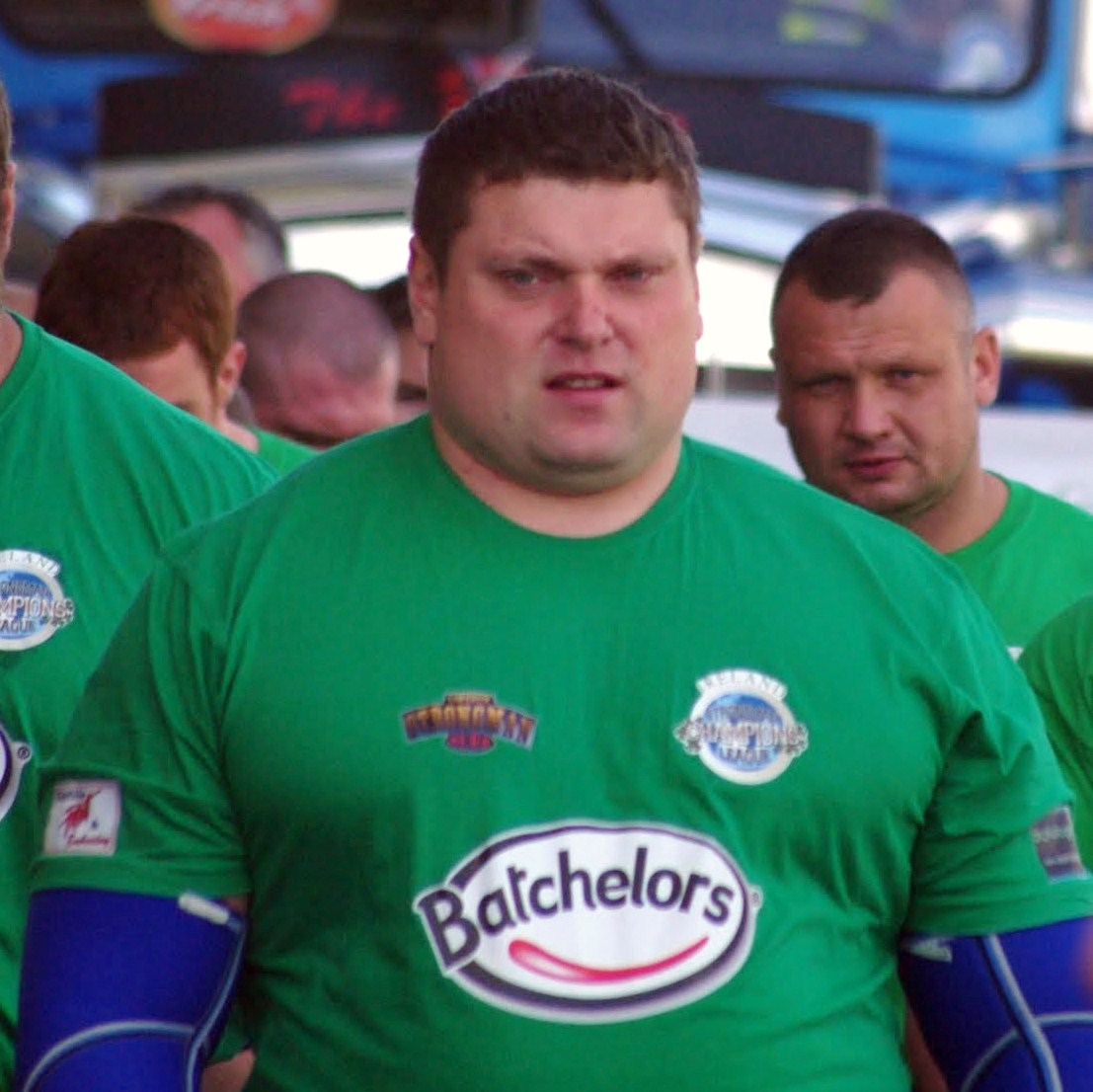
Žydrūnas Savickas (2010)
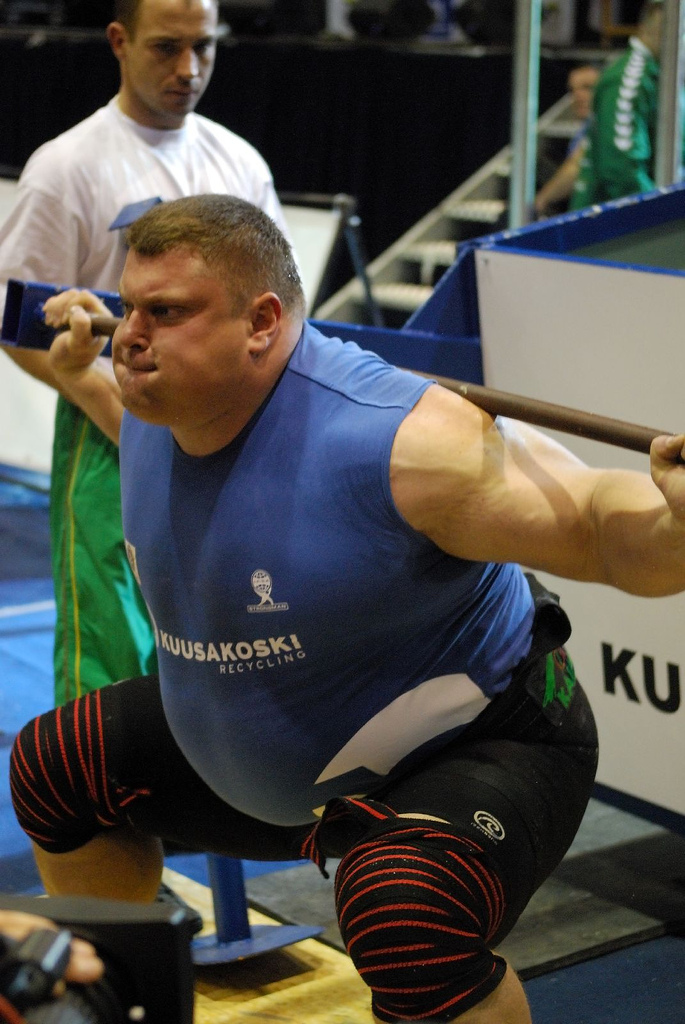
Žydrūnas Savickas při dřepu
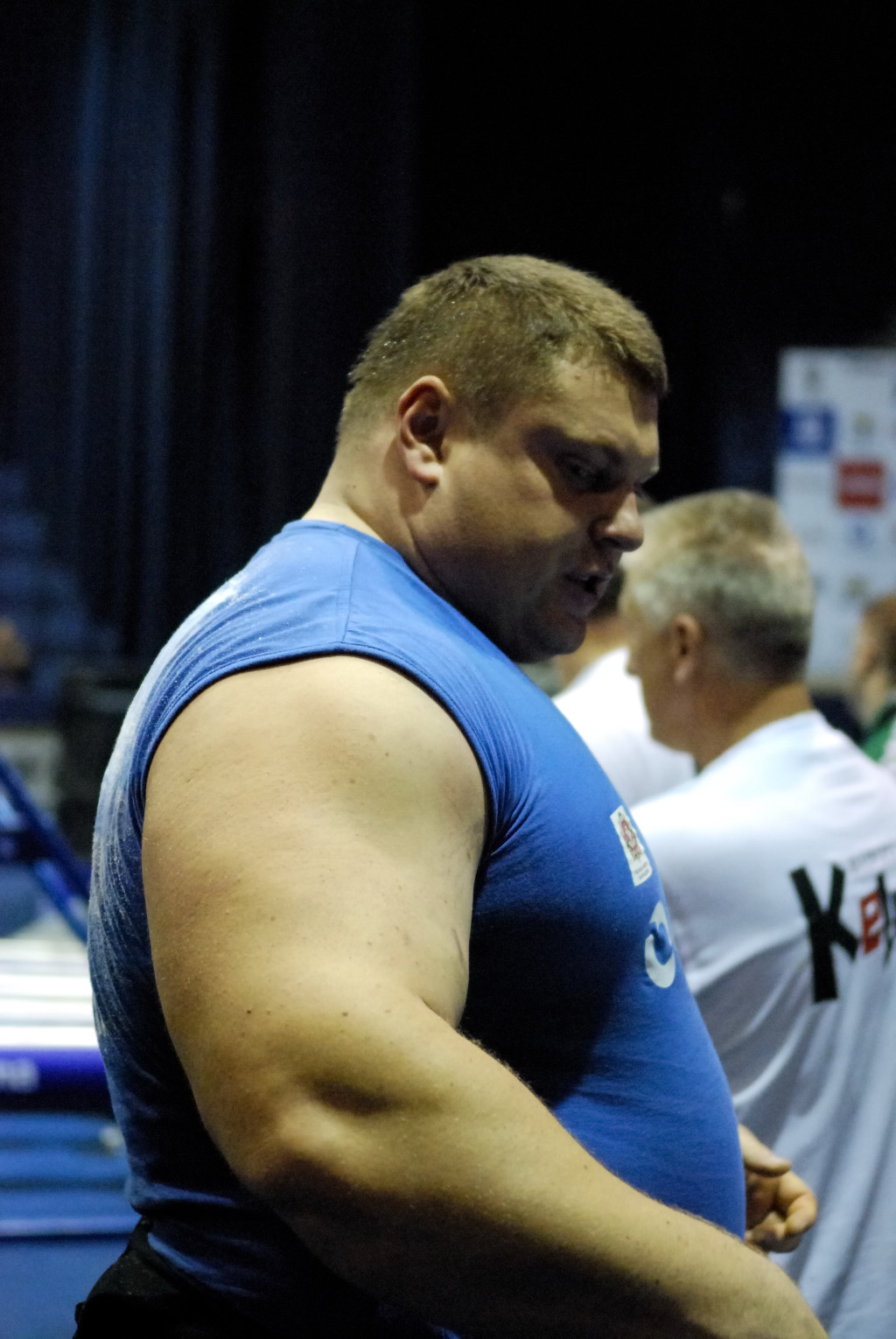
Žydrūnas Savickas